# ACT泉鏡花
『ACT泉鏡花』（アクトいずみきょうか）は、アトリエ・ダンカンプロデュースによる2010年の日本の舞台作品（音楽劇）。作家・泉鏡花の代表作品をオムニバス形式で上演するもの。2011年にDVD化された。

## 出演
- 木の実ナナ
- 近藤正臣
- 劇団スタジオライフ
  - 松本慎也
  - 山本芳樹
  - 曽世海司
- AKB48 / SDN48
  - 秋元才加 （AKB48）
  - 仲川遥香 （AKB48）
  - 片山陽加 （AKB48）
  - 佐藤亜美菜 （AKB48）
  - 浦野一美 （SDN48）
- 宮菜穂子
- 三浦涼介
- 三村晃弘

## 舞台の流れ

### プロローグ
桃太郎という名の芸者であった、すゞ（木の実ナナ）の元へ、「壊れたお人形さんは買おう」と呼びかける物買いが訪れる。すゞは自分の人形に、「お前は壊れてなどいない」と語りかけるが、人形は口を利き、「僕、壊れたい」と言う。
キャスト
- すゞ： 木の実ナナ
- 人形の少女たち： 秋元才加・仲川遥香・片山陽加・佐藤亜美菜・浦野一美

楽曲
- 『コワレタイ』　作詞：加藤直　作曲：和田俊輔

### 第一景　絵本の春
舞台の狂言回しである卯（宮菜穂子）と酉（三浦涼介）に導かれ、鏡花（近藤正臣）の少年時代の怪奇体験が再現される。少年（松本慎也）は、近所の土塀の古小路で、婦（木の実ナナ）に出会い、彼女の家で世にも恐ろしい「巳巳巳巳の物語」を聞かされる。
キャスト
- 鏡花： 近藤正臣
- すゞ・婦： 木の実ナナ
- 少年： 松本慎也
- 卯（う）： 宮菜穂子
- 酉（とり）： 三浦涼介

### 第二景　オペレッタ海神別荘・PART1
海底を支配する美しい君主である公子（松本慎也）は、財宝と引き換えに、陸で一番美しい女を妻として迎え入れることとなった。彼女の到着を待つ間、コミカルな楽曲に合わせて、人間の欲の深さが語られる。
キャスト
- 公子： 松本慎也
- 僧侶： 曽世海司
- 博士： 三村晃弘
- 五人の少女たち： 秋元才加・仲川遥香・片山陽加・佐藤亜美菜・浦野一美
- 卯： 宮菜穂子
- 酉： 三浦涼介

楽曲
- 『月見草』　作詞：秋元康　作曲：後藤次利
- 『人間の欲』　作詞：加藤直　作曲：和田俊輔

### 第三景　湯島の境内・前編
早瀬（近藤正臣）は、妻である芸者のお蔦（木の実ナナ）と共に湯島の境内を訪れる。弁天様を拝んで行きたいと言うお蔦に対し、何かを隠している様子の早瀬は、自然と詫びの言葉が多くなってしまう。
キャスト
- お蔦： 木の実ナナ
- 早瀬： 近藤正臣
- 卯： 宮菜穂子
- 酉： 三浦涼介

### 第四景　オペレッタ海神別荘・PART2
新夫人（片山陽加）が到着し、海底は宴となる。やがて彼女は陸の故郷へ帰りたいと言い出すが、その頃にはもう彼女の姿は、人間の眼には大蛇と映るようになっていた。
キャスト
- 公子： 松本慎也
- 美女（新夫人）： 片山陽加
- 僧侶： 曽世海司
- 博士： 三村晃弘
- 四人の少女たち： 秋元才加・仲川遥香・佐藤亜美菜・浦野一美
- 卯： 宮菜穂子
- 酉： 三浦涼介

楽曲
- 『飛べないアゲハチョウ』　作詞：秋元康　作曲：井上ヨシマサ
- 『一歩（ひとあし）に』　作詞：加藤直　作曲：和田俊輔
- 『情けない』　作詞：加藤直　作曲：和田俊輔
- 『陸（おか）にも』　作詞：加藤直　作曲：和田俊輔
- 『やあ　この女は』　作詞：加藤直　作曲：和田俊輔
- 『人間の眼』　作詞：加藤直　作曲：和田俊輔
- 『そのお顔』　作詞：加藤直　作曲：和田俊輔

### 第五景　湯島の境内・後編
弁天様から戻って来たお蔦に、早瀬は別れを切り出す。その理由は、芸者と結ばれる早瀬の身を案じ、真砂町の恩師が、早瀬にお蔦と別れるように言い付けたことだった。恩師への義理を重んじる早瀬には、しかし、お蔦への愛情も残っていた。
キャスト
- お蔦： 木の実ナナ
- 早瀬： 近藤正臣

### 第六景　天守物語
天守閣に棲む魔物・富姫（秋元才加）の侍女である桔梗（仲川遥香）、女郎花（片山陽加）、撫子（佐藤亜美菜）の三人が秋草釣りを終えた頃、亀姫（浦野一美）と朱の盤坊（曽世海司）が、播磨守の実弟の生首を手土産に訪れる。喜んだ富姫はお返しに、播磨守の秘蔵の白鷹を奪い、差し出す。その鷹を探しに天守閣までやって来た姫川図書之助（山本芳樹）と、富姫はやがて恋に落ちる。
キャスト
- 富姫： 秋元才加
- 亀姫： 浦野一美
- 姫川図書之助： 山本芳樹
- 薄： 宮菜穂子
- 朱の盤坊・追手： 曽世海司
- 舌長姥・追手： 三村晃弘
- 桔梗（侍女）： 仲川遥香
- 女郎花（侍女）： 片山陽加
- 撫子（侍女）： 佐藤亜美菜
- 小田原修理： 松本慎也
- 山隅九平： 三浦涼介
- 鏡花・桃六： 近藤正臣

楽曲
- 『ここはどこの細道じゃ』　作詞：加藤直　作曲：和田俊輔
- 『私が姉さん』　作詞：加藤直　作曲：和田俊輔
- 『世は戦』　作詞：加藤直　作曲：和田俊輔

### エピローグ　滝の白糸
キャスト
- 鏡花・口上： 近藤正臣
- すゞ・白糸太夫： 木の実ナナ

楽曲
- 『悠久のタンゴ』　作詞・作曲：和田俊輔
- 『桜の栞』　作詞：秋元康　作曲：上杉洋史　編曲：光田健一

## スタッフ
- 作・演出：加藤直
- 音楽：和田俊輔
- 振付：前田清実
- 美術：池田ともゆき
- 音響：山本浩一
- 照明：成瀬一裕
- 衣裳：牧野純子
- ヘアメイク：馮啓孝
- 演出助手：片岡正二郎
- 舞台監督：川原清徳
- 宣伝美術：山本利一
- 宣伝写真：武藤義
- 宣伝ヘアメイク：野村博史・天野広子・久保早苗
- 宣伝衣装：江木良彦・宮本尚子
- 宣伝衣装協力：壱の蔵
- 宣伝：ディップス・プラネット
- 協力：AKS・office48・Studio Life・ぱれっと・プロダクション尾木・星野事務所
- 運営：東京音協
- 制作：荒川ちはる・和田佳子
- 票券：後藤まどか
- 制作統括：古閑雄二
- アシスタントプロデューサー：荒田智子
- プロデューサー：池田道彦
- 企画協力：北國新聞社
- 企画・製作：アトリエ・ダンカン

## 公演日程
東京公演 （東京グローブ座）
- 2010年10月1日（金） - 10月10日（日）： 全13回

仙台公演 （仙台電力ホール）
- 2010年10月12日（火）： 全1回

名古屋公演 （名古屋名鉄ホール）
- 2010年10月15日（金）： 全1回

長崎公演 （長崎市公会堂）
- 2010年10月17日（日）： 全1回

京都公演 （京都芸術劇場春秋座）
- 2010年10月20日（水）： 全1回

金沢公演 （北國新聞赤羽ホール）
- 2010年10月23日（土） - 10月24日（日）： 全2回